# نونزیو للا
نونزیو للا (انگلیسی: Nunzio Lella؛ زادهٔ ۲۸ ژوئیهٔ ۲۰۰۰) بازیکن فوتبال است.
از باشگاه‌هایی که در آن بازی کرده‌است می‌توان به باشگاه فوتبال کالیاری اشاره کرد.